# Saison 1928-1929 des Sénateurs d'Ottawa
Autres saisons
Saison précédente Saison suivante
La saison 1928-1929 de hockey sur glace est la quarante-quatrième à laquelle participent les Sénateurs d'Ottawa.

## Classement

### Division Canadienne
|                        | PJ | V  | D  | N  | BP | BC | Pts |
| ---------------------- | -- | -- | -- | -- | -- | -- | --- |
| Canadiens de Montréal  | 44 | 22 | 7  | 15 | 71 | 43 | 59  |
| Americans de New York  | 44 | 19 | 13 | 12 | 53 | 53 | 50  |
| Maple Leafs de Toronto | 44 | 21 | 18 | 5  | 85 | 69 | 47  |
| Sénateurs d'Ottawa     | 44 | 14 | 17 | 13 | 54 | 67 | 41  |
| Maroons de Montréal    | 44 | 15 | 20 | 9  | 67 | 65 | 39  |

#### Division Américaine
|                       | PJ | V  | D  | N  | BP | BC | Pts |
| --------------------- | -- | -- | -- | -- | -- | -- | --- |
| Bruins de Boston      | 44 | 26 | 13 | 5  | 89 | 52 | 57  |
| Rangers de New York   | 44 | 21 | 13 | 10 | 72 | 65 | 52  |
| Cougars de Détroit    | 44 | 19 | 16 | 9  | 72 | 63 | 47  |
| Pirates de Pittsburgh | 44 | 9  | 27 | 8  | 46 | 80 | 26  |
| Blackhawks de Chicago | 44 | 7  | 29 | 8  | 33 | 85 | 22  |

## Meilleurs pointeurs
| Nom            | PJ | B  | A | Pts | Pun |
| -------------- | -- | -- | - | --- | --- |
| Frank Finnigan | 44 | 15 | 4 | 19  | 71  |
| King Clancy    | 44 | 13 | 2 | 15  | 89  |
| Bill Touhey    | 44 | 9  | 3 | 12  | 28  |
| Hec Kilrea     | 38 | 5  | 7 | 12  | 36  |
| Alex Smith     | 44 | 1  | 7 | 8   | 96  |
| Len Grosvenor  | 42 | 3  | 2 | 5   | 16  |
| Frank Nighbor  | 30 | 1  | 4 | 5   | 22  |
| George Boucher | 29 | 3  | 1 | 4   | 60  |
| Sam Godin      | 23 | 2  | 1 | 3   | 21  |
| Fred Elliott   | 43 | 2  | 0 | 2   | 6   |
| Al Shields     | 42 | 0  | 1 | 1   | 10  |
| Alex Connell   | 44 | 0  | 0 | 0   | 0   |
| Milt Halliday  | 16 | 0  | 0 | 0   | 0   |
| Joe Lamb       | 6  | 0  | 0 | 0   | 8   |

## Saison régulière

### Novembre
| No | Date        | Visiteur               | Score | Domicile              | Fiche | Pts |
| -- | ----------- | ---------------------- | ----- | --------------------- | ----- | --- |
| 1  | 15 novembre | Americans de New York  | 0-0   | Sénateurs d'Ottawa    | 0-0-1 | 1   |
| 2  | 17 novembre | Bruins de Boston       | 2-2   | Sénateurs d'Ottawa    | 0-0-2 | 2   |
| 3  | 20 novembre | Maple Leafs de Toronto | 1-4   | Sénateurs d'Ottawa    | 1-0-2 | 4   |
| 4  | 22 novembre | Sénateurs d'Ottawa     | 1-0   | Maroons de Montréal   | 2-0-2 | 6   |
| 5  | 24 novembre | Cougars de Détroit     | 1-1   | Sénateurs d'Ottawa    | 2-0-3 | 7   |
| 6  | 27 novembre | Sénateurs d'Ottawa     | 0-1   | Americans de New York | 2-1-3 | 7   |

### Décembre
| No | Date         | Visiteur              | Score | Domicile               | Fiche | Pts |
| -- | ------------ | --------------------- | ----- | ---------------------- | ----- | --- |
| 7  | 1er décembre | Canadiens de Montréal | 2-0   | Sénateurs d'Ottawa     | 2-2-3 | 7   |
| 8  | 6 décembre   | Blackhawks de Chicago | 0-2   | Sénateurs d'Ottawa     | 3-2-3 | 9   |
| 9  | 8 décembre   | Sénateurs d'Ottawa    | 2-1   | Maple Leafs de Toronto | 4-2-3 | 11  |
| 10 | 11 décembre  | Sénateurs d'Ottawa    | 1-2   | Blackhawks de Chicago  | 4-3-3 | 11  |
| 11 | 13 décembre  | Sénateurs d'Ottawa    | 1-1   | Cougars de Détroit     | 4-3-4 | 12  |
| 12 | 15 décembre  | Pirates de Pittsburgh | 0-0   | Sénateurs d'Ottawa     | 4-3-5 | 13  |
| 13 | 18 décembre  | Maroons de Montréal   | 2-1   | Sénateurs d'Ottawa     | 4-4-5 | 13  |
| 14 | 20 décembre  | Sénateurs d'Ottawa    | 0-1   | Rangers de New York    | 4-5-5 | 13  |
| 15 | 22 décembre  | Sénateurs d'Ottawa    | 0-1   | Canadiens de Montréal  | 4-6-5 | 13  |
| 16 | 29 décembre  | Americans de New York | 2-2   | Sénateurs d'Ottawa     | 4-6-6 | 14  |

### Janvier
| No | Date        | Visiteur               | Score | Domicile               | Fiche   | Pts |
| -- | ----------- | ---------------------- | ----- | ---------------------- | ------- | --- |
| 17 | 1er janvier | Sénateurs d'Ottawa     | 0-3   | Bruins de Boston       | 4-7-6   | 14  |
| 18 | 3 janvier   | Canadiens de Montréal  | 1-1   | Sénateurs d'Ottawa     | 4-7-7   | 15  |
| 19 | 5 janvier   | Sénateurs d'Ottawa     | 1-3   | Maple Leafs de Toronto | 4-8-7   | 15  |
| 20 | 8 janvier   | Sénateurs d'Ottawa     | 1-1   | Maroons de Montréal    | 4-8-8   | 16  |
| 21 | 10 janvier  | Rangers de New York    | 9-3   | Sénateurs d'Ottawa     | 4-9-8   | 16  |
| 22 | 12 janvier  | Sénateurs d'Ottawa     | 2-1   | Pirates de Pittsburgh  | 5-9-8   | 18  |
| 23 | 15 janvier  | Sénateurs d'Ottawa     | 1-1   | Americans de New York  | 5-9-9   | 19  |
| 24 | 19 janvier  | Maroons de Montréal    | 1-1   | Sénateurs d'Ottawa     | 5-9-10  | 20  |
| 25 | 22 janvier  | Blackhawks de Chicago  | 1-1   | Sénateurs d'Ottawa     | 5-9-11  | 21  |
| 26 | 26 janvier  | Canadiens de Montréal  | 2-1   | Sénateurs d'Ottawa     | 5-10-11 | 21  |
| 27 | 29 janvier  | Maple Leafs de Toronto | 2-4   | Sénateurs d'Ottawa     | 6-10-11 | 23  |

### Février
| No | Date       | Visiteur              | Score | Domicile              | Fiche    | Pts |
| -- | ---------- | --------------------- | ----- | --------------------- | -------- | --- |
| 28 | 2 février  | Sénateurs d'Ottawa    | 0-1   | Canadiens de Montréal | 6-11-11  | 23  |
| 29 | 7 février  | Rangers de New York   | 1-2   | Sénateurs d'Ottawa    | 7-11-11  | 25  |
| 30 | 9 février  | Cougars de Détroit    | 2-0   | Sénateurs d'Ottawa    | 7-12-11  | 25  |
| 31 | 12 février | Maroons de Montréal   | 1-2   | Sénateurs d'Ottawa    | 8-12-11  | 27  |
| 32 | 14 février | Sénateurs d'Ottawa    | 0-4   | Maroons de Montréal   | 8-13-11  | 27  |
| 33 | 16 février | Sénateurs d'Ottawa    | 2-1   | Pirates de Pittsburgh | 9-13-11  | 29  |
| 34 | 19 février | Sénateurs d'Ottawa    | 2-1   | Cougars de Détroit    | 10-13-11 | 31  |
| 35 | 21 février | Sénateurs d'Ottawa    | 3-0   | Blackhawks de Chicago | 11-13-11 | 33  |
| 36 | 23 février | Pirates de Pittsburgh | 0-3   | Sénateurs d'Ottawa    | 12-13-11 | 35  |
| 37 | 26 février | Sénateurs d'Ottawa    | 0-2   | Rangers de New York   | 12-14-11 | 35  |
| 38 | 28 février | Bruins de Boston      | 4-0   | Sénateurs d'Ottawa    | 12-15-11 | 35  |

### Mars
| No | Date    | Visiteur               | Score | Domicile               | Fiche    | Pts |
| -- | ------- | ---------------------- | ----- | ---------------------- | -------- | --- |
| 39 | 2 mars  | Sénateurs d'Ottawa     | 1-1   | Maple Leafs de Toronto | 12-15-12 | 36  |
| 40 | 5 mars  | Americans de New York  | 1-1   | Sénateurs d'Ottawa     | 12-15-13 | 37  |
| 41 | 7 mars  | Sénateurs d'Ottawa     | 0-3   | Canadiens de Montréal  | 12-16-13 | 37  |
| 42 | 9 mars  | Sénateurs d'Ottawa     | 2-1   | Bruins de Boston       | 13-16-13 | 39  |
| 43 | 12 mars | Sénateurs d'Ottawa     | 1-2   | Americans de New York  | 13-17-13 | 39  |
| 44 | 16 mars | Maple Leafs de Toronto | 0-2   | Sénateurs d'Ottawa     | 14-17-13 | 41  |